# Bioche River
Bioche River är ett vattendrag i Dominica.   Det ligger i parishen Saint Peter, i den västra delen av landet, 24 km norr om huvudstaden Roseau. Bioche River ligger på ön Dominica.